# Reflection (Megumi Hayashibara)
Reflection è un brano musicale di Megumi Hayashibara, scritto da Hidetoshi Sato, Arimori Satomi, Kazuhiko Matsunaga e dalla stessa Hayashibara, e pubblicato come singolo il 2 luglio 1997 dalla Starchild Records. Il brano è stato incluso nell'album della Hayashibara Iráváti e nella raccolta Slayers MEGUMIX. Il singolo raggiunse la settima posizione della classifica settimanale Oricon e rimase in classifica per sei settimane, vendendo 136 000 copie. Successful Mission è stato utilizzato come tema musicale del film d'animazione Slayers - La città dei Golem, in cui la Hayashibara doppia il personaggio di Lina Inverse.

## Tracce
CD singolo KIDA-154
1. Reflection – 5:20
2. GLORIA ~Kimi ni Todoketai~ (GLORIA~君に届けたい~?) – 4:21
3. Reflection (Off Vocal Version) – 5:20
4. GLORIA ~Kimi ni Todoketai~ (GLORIA~君に届けたい~?) (Off Vocal Version) – 4:21

Durata totale: 19:22

## Classifiche
| Classifica (1997)                        | Posizione più alta |
| ---------------------------------------- | ------------------ |
| Giappone (Classifica settimanale Oricon) | 7                  |